# Вольпе, Франческо Салезио делла
Франческо Салезио делла Вольпе (итал. Francesco Salesio Della Volpe; 24 декабря 1844, Равенна, Папская область — 5 ноября 1916, Рим, королевство Италия) — итальянский куриальный кардинал из знатной семьи. Секретарь Священной Конгрегации индульгенций и священных реликвий с 1882 по 17 августа 1886. Префект Дома Его Святейшества и Префект Апостольского дворца с 31 декабря 1891 по 15 апреля 1901. Префект экономии Священной Конгрегации Пропаганды Веры и председатель Преподобной Палаты Богатства Святого Престола с 23 июля 1903 по 20 октября 1908. Префект Ватиканского Архива с 26 октября 1908 по 26 января 1911. Префект Священной Конгрегации Индекса с 26 января 1911 по 5 ноября 1916. Камерленго Святой Римской Церкви с 25 мая 1914. Кардинал in pectore с 19 июня 1899 по 15 апреля 1901. Кардинал-дьякон с  15 апреля 1901, с титулярная диакония Санта-Мария-ин-Аквиро с 18 апреля 1901. Кардинал-протодьякон с 4 января 1911. 

## Происхождение, ранние годы и образование
Сын графа Игнацио делла Вольпе и графини Ортензии Маццолани, Франческо Салезио родился 24 декабря 1844 года, в Равенне. Обучался в семинарии Бертиноро в Равенне, а также семинарии Пио, в Риме в 1862—1867 годах. А также в Папской Академии Церковных дворян в 1868—1874 годах.

## Священник и папский сановник
Рукоположён в священники 21 декабря 1867 года. Тайный камергер Его Святейшества с 1874 года по 1878 год. Придворный прелат Его Святейшества с 17 мая 1878 года. Каноник патриаршей Ватиканской базилики с 1878 года. Секретарь Священной Конгрегации индульгенций и священных реликвий с 1882 года.
Был членом чрезвычайной миссии на коронация русского царя Александра III. Магистр Палаты Его Святейшества с 17 августа 1886 года. Префект Папского Дома с 31 декабря 1891 года.

## Кардинал
Возведён в кардиналы на консистории от 19 июня 1899 года и сохранен in pectore; объявлен на консистории от 15 апреля 1901 года. Получил красную шляпу и титулярную диаконию S. Maria in Aquiro, 18 апреля 1901 года. Префект экономии Священной Конгрегации Пропаганды Веры и председатель Преподобной Палаты Богатства Святого Престола с 23 июля 1903 года по 20 октября 1908 года. Участвовал в Конклаве 1903 года, который избрал папу римского Пия X. Кардинал-протодьякон с 1911 года. Префект Ватиканского Архива с 26 октября 1908 года. Префект Священной Конгрегации Индекса с 26 января 1911 года. Архиканцлер Римского Университета, Рим. Камерленго Святой Римской Церкви с 25 мая 1914 года до своей смерти. Участвовал в Конклаве 1914 года, который избрал папу римского Бенедикта XV.
Как кардинал-протодьякон, он объявил Habemus Papam избрание кардинала Джакомо делла Кьезы на папство, на Конклаве 1914 года. Короновал папу римского Бенедикт XV 6 сентября 1914 года.